# Championnats du monde de course en ligne de canoë-kayak de 1989
Navigation
Édition précédente Édition suivante
Les vingt-deuxièmes championnats du monde de course en ligne de canoë-kayak se sont déroulés à Plovdiv (Bulgarie) en 1989.

## Podiums

### Hommes

#### Canoë
| Epreuve     | Or                                                                            | Temps | Argent                                                     | Temps | Bronze                                                          | Temps |
| C-1 500 m   | Mikhail Silvinskiy (URS)                                                      |       | Olaf Heukrodt (GDR)                                        |       | Martin Marinov (BUL)                                            |       |
| C-1 1000 m  | Ivan Klementiev (URS)                                                         |       | Larry Cain (CAN)                                           |       | Gáspár Boldizsár (HUN)                                          |       |
| C-1 10000 m | Ivan Klementiev (URS)                                                         |       | Zsolt Bohács (HUN)                                         |       | Jan Bartunek (TCH)                                              |       |
| C-2 500 m   | Union soviétique Viktor Reneisky Nicolae Juravschi                            |       | Pologne Tomasz Goliasz Marek Lbik                          |       | France Joël Bettin Philippe Renaud                              |       |
| C-2 1000 m  | Danemark Arne Nielsson Christian Frederiksen                                  |       | France Olivier Boivin Didier Hoyer                         |       | Union soviétique Yuriy Gurin Valeriy Veshko                     |       |
| C-2 10000 m | Danemark Arne Nielsson Christian Frederiksen                                  |       | France Olivier Boivin Didier Hoyer                         |       | Royaume-Uni Andrew Train Stephen Train                          |       |
| C-4 500 m   | Union soviétique Viktor Reneisky Nicolae Juravschi Yuriy Gurin Valeriy Veshko |       | HUN Attila Szabó Zsolt Varga Gábor Takacs Ervin Hoffmann   |       | France Benoît Bernard Joël Bettin Philippe Renaud Pascal Sylvoz |       |
| C-4 1000 m  | Union soviétique Viktor Reneisky Nicolae Juravschi Yuriy Gurin Valeriy Veshko |       | HUN Gusztáv Leikep Attila Szabó György Zala Ervin Hoffmann |       | BUL Dejan Bonev Nikolay Bukhalov Hristo Georgiev Paisiy Lubenov |       |

#### Kayak
| Epreuve     | Or                                                                                | Temps | Argent                                                                           | Temps | Bronze                                                                      | Temps |
| K-1 500 m   | Martin Hunter (AUS)                                                               |       | Kay Bluhm (GDR)                                                                  |       | Mike Herbert (USA)                                                          |       |
| K-1 1000 m  | Zsolt Gyulay (HUN)                                                                |       | Torsten Krentz (GDR)                                                             |       | Kalle Sundquist (SWE)                                                       |       |
| K-1 10000 m | Attila Szabó (TCH)                                                                |       | Stanislav Boreyko (URS)                                                          |       | José Garcia (POR)                                                           |       |
| K-2 500 m   | Allemagne de l'Est Kay Bluhm Torsten Gutsche                                      |       | Union soviétique Sergey Kaleshink Anatoliy Tishchenko                            |       | Pologne Maciej Freimut Wojech Kurpiewski                                    |       |
| K-2 1000 m  | Allemagne de l'Est Kay Bluhm Torsten Gutsche                                      |       | Union soviétique Vladimir Bobrezhov Arturas Veta                                 |       | HUN Attilia Andorvicz Zoltán Berkes                                         |       |
| K-2 10000 m | HUN Attila Ábrahám Sándor Hódosi                                                  |       | Royaume-Uni Grayson Burne Ivan Lawler                                            |       | Union soviétique Vladimir Gordilley Gennadiy Vassilenko                     |       |
| K-4 500 m   | Union soviétique Viktor Denisov Sergey Kirsanov Aleksandr Matushenko Viktor Pusev |       | Allemagne de l'Ouest Volker Kreutzer Thomas Pfrang Reiner Scholl Mario von Appen |       | BUL Adrian Duschev Petar Godev Nikolay Jordanov Ivan Marinov                |       |
| K-4 1000 m  | HUN Ferenc Csipes Attila Ábrahám Zsolt Gyulay Sándor Hódosi                       |       | Pologne Robert Chwialkoksi Maciej Freimut Grzegorz Krawców Wojech Kurpiewski     |       | Allemagne de l'Est Guido Behling Torsten Krentz Thomas Vaske André Wohllebe |       |
| K-4 10000 m | Union soviétique Vladimir Bobreshov Aleksandr Mizgin Sergey Superata Arturas Veta |       | HUN Gábor Kulcsar Ákos Angyal Ferenc Csipes László Vincze                        |       | Pologne Andrzej Gajewski Tomasz Franaszek Grzegorz Kaleta Mariusz Rutkowski |       |

### Femmes

#### Kayak
| Epreuve    | Or                                                                          | Temps | Argent                                                       | Temps | Bronze                                                                                    | Temps |
| K-1 500 m  | Katrin Borchert (GDR)                                                       |       | Izabela Dylewska (POL)                                       |       | Josefa Idem (FRG)                                                                         |       |
| K-1 5000 m | Katrin Borchert (GDR)                                                       |       | Izabela Dylewska (POL)                                       |       | Josefa Idem (FRG)                                                                         |       |
| K-2 500 m  | Allemagne de l'Est Anke Nothnagel Heike Singer                              |       | HUN Eva Donusz Erika Mészáros                                |       | Union soviétique Irina Salomykova Galina Savenko                                          |       |
| K-2 5000 m | Allemagne de l'Est Monika Bunke Ramona Portwich                             |       | ROU Marina Bituleanu Lumineta Hertea                         |       | Union soviétique Aleksandra Apanovich Nadezhda Kovalevich                                 |       |
| K-4 500 m  | Allemagne de l'Est Katrin Borchert Monika Bunke Heike Singer Anke Nothnagel |       | HUN Katalin Gyulai Henirette Huber Rita Köbán Erika Mészáros |       | Union soviétique Aleksandra Apanovich Nadezhda Kovalevich Irina Salomykova Galina Savenko |       |

## Tableau des médailles
| Rang  | Nation               | Or | Argent | Bronze | Total |
| ----- | -------------------- | -- | ------ | ------ | ----- |
| 1     | Union soviétique     | 8  | 3      | 5      | 16    |
| 2     | Allemagne de l'Est   | 7  | 3      | 1      | 11    |
| 3     | HUN                  | 3  | 6      | 2      | 11    |
| 4     | Danemark             | 2  | 0      | 0      | 2     |
| 5     | Tchécoslovaquie      | 1  | 0      | 1      | 2     |
| 6     | Australie            | 1  | 0      | 0      | 1     |
| 7     | Pologne              | 0  | 4      | 2      | 6     |
| 8     | France               | 0  | 2      | 2      | 4     |
| 9     | Allemagne de l'Ouest | 0  | 1      | 2      | 3     |
| 10    | Royaume-Uni          | 0  | 1      | 1      | 2     |
| 11    | Canada               | 0  | 1      | 0      | 1     |
| 12    | ROU                  | 0  | 1      | 0      | 1     |
| 13    | BUL                  | 0  | 0      | 3      | 3     |
| 14    | Portugal             | 0  | 0      | 1      | 1     |
| 15    | Suède                | 0  | 0      | 1      | 1     |
| 16    | États-Unis           | 0  | 0      | 1      | 1     |
| Total | Total                | 22 | 22     | 22     | 66    |